# یوسیاژ
یوسیاژ (به لاتین: Uciąż) یک روستا در لهستان است که در Gmina Płużnica واقع شده‌است.